# Gnomonik
Gnomonik (av grekiska gnomon, visare, rättesnöre) är läran om solur och konsten att tillverka dem.
Grunderna för gnomonik var kända för den antike greken Anaximander (ca 550 f.Kr.), som förstärkte vetenskapen om skuggor som fördes tillbaka från Egypten av Thales av Miletos. Gnomonik användes av grekiska och romerska arkitekter från 25 f.Kr. för konstruktion av byggnader.
Modern gnomonik har sitt ursprung i den begynnande europeiska astronomin på 1500-talet. De första verken, på latin, publicerades av Sebastian Münster 1531 och Oronce Fine 1532, snabbt följda av böcker på franska. I slutet av 1600-talet utvecklades gnomonik särskilt i tillämpningen av sfärisk trigonometri. Flera metoder, både grafiska och analytiska, publicerades i böcker som gjorde det möjligt att skapa solur med större eller mindre precision att placeras på byggnader och i trädgårdar. 
I sin Histoire de la Gnomonique ancienne et moderne sammanfattar Jean-Étienne Montucla gnomonik med dessa ord:
Qu’on ait douze plans se coupant tous à angles égaux dans une même ligne, et que ces plans, indéfiniment prolongés, en rencontrent un autre dans une situation quelconque, il s’agit de déterminer les lignes dans lesquelles ils le coupent.

När man har tolv plan som alla skär i lika vinklar i samma linje, och dessa plan, oändligt framställda, möter alla andra, är det fråga om att bestämma de linjer som skär dem.

## Analytisk gnomonik

### Koordinatsystemtransformationer - Byte av baser
De kartesiska koordinaterna för solen i det horisontella koordinatsystemet kan bestämmas genom successiva förändringar av baser.

#### Uttryck som transformationsmatriser
En transformationsmatris från ett system B till ett system B' gör det möjligt att beräkna koordinaterna för en punkt eller vektor i system B' när dess koordinater är kända är system B.
Till exempel, för att ändra systemet genom att rotera med en vinkel α runt Z-axeln, kan koordinaterna i det nya systemet beräknas från dem i det gamla systemet som:
{\displaystyle {\begin{pmatrix}\mathrm {X} '\\\mathrm {Y} '\\\mathrm {Z} '\\\end{pmatrix}}={\begin{pmatrix}\cos \alpha &\sin \alpha &0\\-\sin \alpha &\cos \alpha &0\\0&0&1\\\end{pmatrix}}\cdot {\begin{pmatrix}\mathrm {X} \\\mathrm {Y} \\\mathrm {Z} \\\end{pmatrix}}}
På liknande sätt, för rotation av en vinkel α runt X-axeln:
{\displaystyle {\begin{pmatrix}\mathrm {X} '\\\mathrm {Y} '\\\mathrm {Z} '\\\end{pmatrix}}={\begin{pmatrix}1&0&0\\0&\cos \alpha &\sin \alpha \\0&-\sin \alpha &\cos \alpha \\\end{pmatrix}}\cdot {\begin{pmatrix}\mathrm {X} \\\mathrm {Y} \\\mathrm {Z} \\\end{pmatrix}}}
och för rotation med vinkeln α runt Y-axeln: 
{\displaystyle {\begin{pmatrix}\mathrm {X} '\\\mathrm {Y} '\\\mathrm {Z} '\\\end{pmatrix}}={\begin{pmatrix}\cos \alpha &0&-\sin \alpha \\0&1&0\\\sin \alpha &0&\cos \alpha \\\end{pmatrix}}\cdot {\begin{pmatrix}\mathrm {X} \\\mathrm {Y} \\\mathrm {Z} \\\end{pmatrix}}}

#### Modell av solens skenbara rörelse
De kartesiska koordinaterna för solen i det horisontella koordinatsystemet kan beräknas med hjälp av förändring av basmatriser:
{\displaystyle {\begin{pmatrix}\mathrm {X} _{h}\\\mathrm {Y} _{h}\\\mathrm {Z} _{h}\\\end{pmatrix}}={\begin{pmatrix}\cos({\frac {\pi }{2}}-\phi )&0&-\sin({\frac {\pi }{2}}-\phi )\\0&1&0\\\sin({\frac {\pi }{2}}-\phi )&0&\cos({\frac {\pi }{2}}-\phi )\\\end{pmatrix}}\cdot {\begin{pmatrix}\cos(LMST)&\sin(LMST)&0\\-\sin(LMST)&\cos(LMST)&0\\0&0&1\\\end{pmatrix}}\cdot {\begin{pmatrix}1&0&0\\0&\cos(-\epsilon )&\sin(-\epsilon )\\0&-\sin(-\epsilon )&\cos(-\epsilon )\\\end{pmatrix}}{\begin{pmatrix}\cos(l_{\odot })\\\sin(l_{\odot })\\0\\\end{pmatrix}}}
där:
{\displaystyle \phi }: Latitud för observationsplatsen
{\displaystyle LMST}: Loal genomsnittlig siderisk tid
{\displaystyle \epsilon }: Axiell lutning
{\displaystyle l_{\odot }}: Solens ekliptiska longitud

#### Projektion av skuggan av en vertikal gnomon
Låt {\displaystyle {\begin{pmatrix}0\\0\\L\\\end{pmatrix}}}
vara de kartesiska koordinaterna, i det lokala koordinatsystemet, för slutet av en vertikal gnomon av längd {\displaystyle L}.
Koordinaterna för skuggans yttersta del i horisontalplanet kan erhållas med en affin transformation parallell med linjen genom att {\displaystyle {\begin{pmatrix}\mathrm {X} _{h}\\\mathrm {Y} _{h}\\\mathrm {Z} _{h}\\\end{pmatrix}}}  och {\displaystyle {\begin{pmatrix}0\\0\\L\\\end{pmatrix}}}.

#### Lutande och nedåtgående solur
De kartesiska koordinaterna för solen i koordinatsystemet bundna till ett lutande solur med given deklination är:
- {\displaystyle {\begin{pmatrix}\mathrm {X} '_{h}\\\mathrm {Y} '_{h}\\\mathrm {Z} '_{h}\\\end{pmatrix}}={\begin{pmatrix}\cos i&0&-\sin i\\0&1&0\\\sin i&0&\cos i\\\end{pmatrix}}\cdot {\begin{pmatrix}\cos(-D)&\sin(-D)&0\\-\sin(-D)&\cos(-D)&0\\0&0&1\\\end{pmatrix}}\cdot {\begin{pmatrix}\mathrm {X} _{h}\\\mathrm {Y} _{h}\\\mathrm {Z} _{h}\\\end{pmatrix}}}

där:
{\displaystyle D}: deklinationen för solurets plan
{\displaystyle i}: solurets lutning, det vill säga normalens vinkel med avseende på zenit.

## Andra användningsområden
Gnomonisk projektion är en kartprojektion där flyktpunkten är i mitten av en sfäroid.